# Soy loco por ti, América
"Soy loco por ti, América" (Sou louco por ti América em português) é uma canção composta por Gilberto Gil e José Carlos Capinan e gravada originalmente por Caetano Veloso em seu segundo álbum, o homônimo Caetano Veloso. Foi regravada por Gilberto em 1987, para seu disco com mesmo título, e também por Ivete Sangalo em 2005 para o álbum As Super Novas.

## Composição e temática
A letra resulta de um pedido de Caetano aos companheiros Gil e Capinam para que realizassem a composição contendo uma homenagem a Che Guevara que, como o país ainda vivia sob a ditadura, teve o nome substituído também por sugestão de Caetano, pela frase "el nombre del hombre muerto"; Caetano ressalta ainda que, mesmo sem ter consciência disto, fizeram a letra em portuñol, consagrando já no título um erro que ficou patenteado quando a cantora Celia Cruz (que inicialmente havia se recusado gravar a canção ao saber que homenageava o ex-guerrilheiro argentino) ao vir ao Brasil trocou a expressão pela forma correta: "Estoy loco por ti America". O artista declarou: "Capinam fez uma coisa maravilhosa a partir de um desejo meu".
Por um erro no encarte original do LP, a música também foi creditada ao poeta Torquato Neto, da qual não fez parte da composição da canção, e este erro foi corrigido em edições posteriores.
É uma das músicas mais representativas do Tropicalismo.

## Outras versões
Em 1987 Gilberto Gil, o compositor original[carece de fontes?], gravou a canção para seu disco com mesmo título, que reúne outras composições do período em que o cantor esteve no exílio. A canção ainda aparece no álbum Rhythms of Bahia, também de Gilberto Gil, editado em 2006. A versão fez parte da trilha sonora do filme Viagem ao Fim do Mundo (1968), realizado por Fernando Campos.

### Versão de Ivete Sangalo
Em 2005, "Soy loco por ti América" ganhou uma versão da cantora brasileira Ivete Sangalo, que integrou o disco As Super Novas (2005). Foi lançada em junho de 2005 como single promocional e foi incluída na trilha sonora da telenovela da Rede Globo, América, da qual foi tema de abertura — tornando-se o segundo tema usado na vinheta da trama.
Por conta desta regravação e subsequente uso na televisão José Carlos Capinam, um dos compositores, entrou em 2005 na justiça reivindicando o pagamento dos direitos autorais cujos valores, segundo ele, não haviam sido informados nem pela "editora Arlequim" (que realizou as negociações com a emissora) nem pela própria rede Globo.